# Andrast
Andrast, que significa «costa larga» en la lengua sindarin, es un lugar ficticio del legendarium del escritor J. R. R. Tolkien. Se trata de una región y feudo del Reino de Gondor, también llamada Ras Morthil. Es una larga península que sobresale al oeste de Gondor sobre el mar Belegaer y constituye el extremo occidental de la Bahía de Belfalas.
En Andrast, los Númenóreanos establecieron una almenara, que siempre estaba encendida para permitir a los marineros de Númenor encontrar la entrada a la bahía. Establecieron, además, una guarnición militar y un pequeño fondeadero que permitía a pequeños barcos y botes llevar provisiones a los grande barcos que llegaban desde las islas.
En esa península, pero más precisamente en los bosques que rodeaban la región, se establecieron los Drúedain tras su expulsión de las moradas septentrionales de las Montañas Blancas, en lo que los hombres de Gondor conocieron como Drúaith Iaur o el "Viejo Territorio Púkel".
- Datos: Q3312373